# Visconde de Rio Vez
Visconde de Rio Vez é um título nobiliárquico criado por D. Luís I de Portugal, por Decreto de 3 de Janeiro de 1879, em favor de Boaventura Gonçalves Roque.
Titulares
1. Boaventura Gonçalves Roque, 1.º Visconde de Rio Vez.

Após a Implantação da República Portuguesa, e com o fim do sistema nobiliárquico, usaram o título: 
1. José João Neto Rebelo Roque de Pinho, 2.º Visconde de Rio Vez;
2. Álvaro Corrêa da Silva Roque de Pinho, 3.º Visconde de Rio Vez.[2]